# Coleoxestia vittata
Coleoxestia vittata är en skalbaggsart som först beskrevs av Thomson 1860. Coleoxestia vittata ingår i släktet Coleoxestia och familjen långhorningar.
Artens utbredningsområde är:
- Costa Rica.
- Guatemala.
- Honduras.
- Panama.
- Paraguay.

Inga underarter finns listade i Catalogue of Life.